# (1149) Волга
(1149) Волга (лат. Volga) — типичный астероид главного пояса, который был открыт 1 августа 1929 года российским и советским учёным Евгением Скворцовым в Симеизской обсерватории и 1 июня 1967 года назван в честь реки Волги.

## Обнаружение и именование
(1149) Волга
Открыт 1 августа 1929 года в Симеизе Е. Ф. Скворцовым.
Эта планета названа в честь большой реки в европейской части СССР.
Оригинальный текст (англ.)1149 Volga
Discovered 1929-08-01 by Skvortsov, E. at Simeis.
This planet is being named for the large river in the European part of the USSR.
Источники: DISCOVERY.DB; M.P.C. 2740.

## Орбита

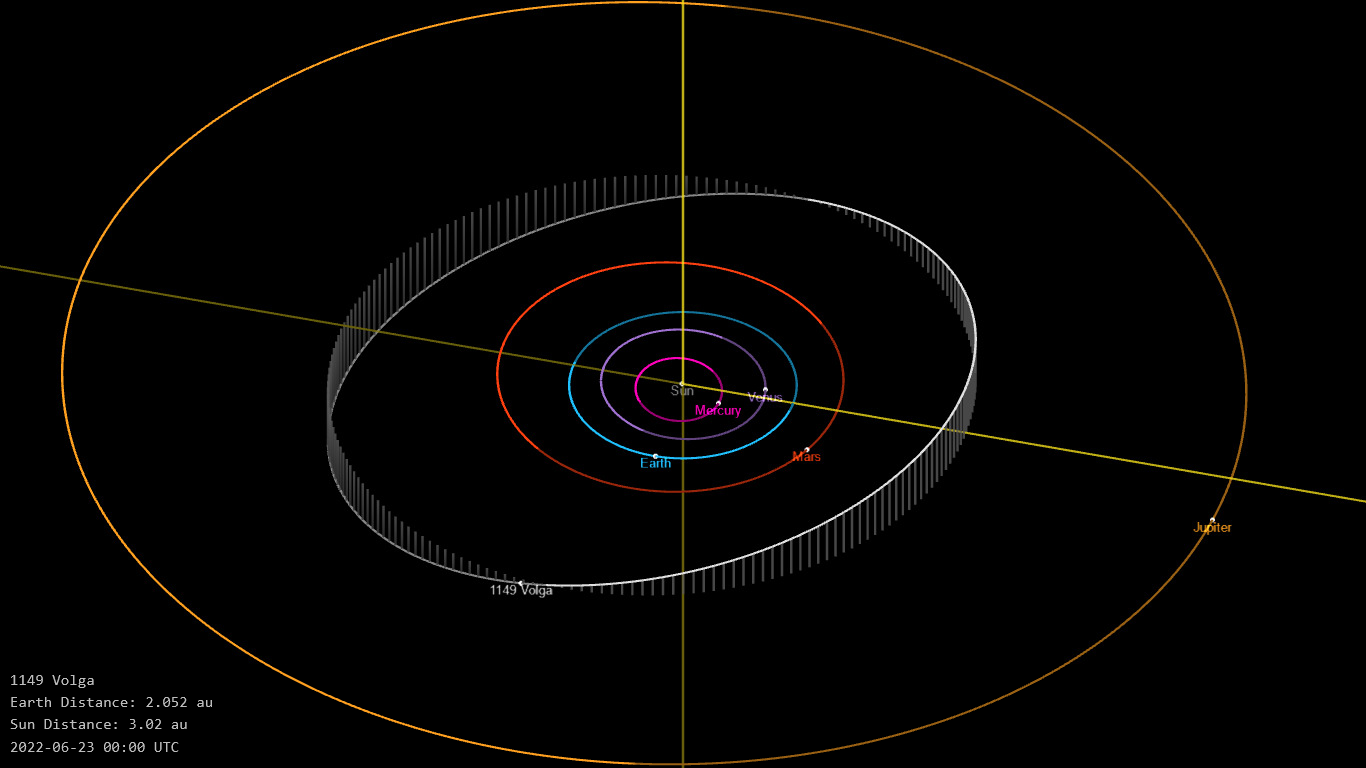
Орбита астероида Волга и его положение в Солнечной системе

## Физические характеристики
Астероид относят к таксономическому классу P или C.
По результатам наблюдений в инфракрасном диапазоне орбитальной обсерватории IRAS и спутника Akari и наблюдений в видимом и ближнем инфракрасном диапазоне космического телескопа NEOWISE диаметр астероида сначала оценивался равным 55,57±1,8 км, позже — 56,020±1,123 км, 57,67±0,77 км, 48,50±13,27 км, 53,86±18,96 км, 52,377±0,365 км, 59,17±19,41 км и 61,12±21,39 км, 56,40±20,25 км и 48,67±14,78 км. Согласно тем же источникам альбедо оценивается как 0,0338±0,002, 0,0333±0,0027, 0,032±0,001, 0,04±0,02, 0,03±0,02, 0,038±0,006, 0,036±0,028 и 0,032±0,027, 0,038±0,032 и 0,041±0,042.